# Reba Tinggi
Reba Tinggi is een bestuurslaag in het regentschap Pagar Alam van de provincie Zuid-Sumatra, Indonesië. Reba Tinggi telt 2061 inwoners (volkstelling 2010).